# WTA Challenger de Colina
O WTA Challenger de Colina – ou LP Open Chile, atualmente – é um torneio de tênis profissional feminino, de nível WTA 125.
Realizado em Colina, no região metropolitana de Santiago, no Chile, estreou em 2022. Os jogos são disputados em quadras de saibro durante o mês de novembro

## Finais

### Simples
| Ano  | Campeã          | Vice-campeã         | Resultado      |
| ---- | --------------- | ------------------- | -------------- |
| 2024 | Nina Stojanović | María Lourdes Carlé | 3–6, 6–4, 6–4  |
| 2023 | Sára Bejlek     | Diane Parry         | 6–2, 6–1       |
| 2022 | Mayar Sherif    | Kateryna Baindl     | 3–6, 7–63, 7–5 |

### Duplas
| Ano  | Campeãs                       | Vice-campeãs                          | Resultado        |
| ---- | ----------------------------- | ------------------------------------- | ---------------- |
| 2024 | Mayar Sherif Nina Stojanović  | Léolia Jeanjean Kristina Mladenovic   | w.o.             |
| 2023 | Julia Lohoff Conny Perrin     | Lucciana Pérez Alarcón Daniela Seguel | 7–64, 6–2        |
| 2022 | Yana Sizikova Aldila Sutjiadi | Mayar Sherif Tamara Zidanšek          | 6–1, 3–6, [10–7] |